# Borukh de Medjybij
Borukh de Medjybij (Medjybij, 1753-1811), aussi connu comme Borukh de Tulchin, est un maître hassidique des XVIIIe et XIXe siècles. Petit-fils du Baal Shem Tov, le fondateur du hassidisme, il fonde lui-même une dynastie dans la ville de Medjybij, en Podolie.

## Éléments biographiques
La mère de Borukh était Udl (1720-1787), la fille du Baal Shem-Tov (1698-1760). Son père était Yechiel Mikhl Ashkenazi, de Tulchin. Son frère est Reb. Moshe Chaim Ephraim (1748-1809) et sa sœur est Feiga, la mère de Nahman de Bratslav. De son premier mariage avec la fille de Reb Tovia Katskes, il a trois filles: Udl (Averbuch), Chana Chaya (Drubitsher) et Reyzl. Sa deuxième épouse est Sima Chusha, la fille de Reb Aharon de Titiev.
Il officie à Tulchin de 1780 à 1788 mais il y rencontre une forte opposition et retourne ensuite à Medjybij. Il décède le 18 Kislev 1811 [5572]. Il est enterré à Medjibij près de son grand-père, le Baal Shem Tov.

## Baal Shem Tov
« Je peux servir le Créateur au mieux de mes capacités. Les désirs doivent correspondre aux capacités et à la force de chacun »

— Rebbe Borukh de Medjybij
En 1760, lorsque le Baal Shem Tov décède, Borukh n'a que sept ans.